# Alburgh
Alburgh är en ort och civil parish i Storbritannien.   Den ligger i grevskapet Norfolk och riksdelen England, i den sydöstra delen av landet, 140 km nordost om huvudstaden London. Alburgh ligger 46 meter över havet och antalet invånare är 349.
Terrängen runt Alburgh är platt, och sluttar österut. Runt Alburgh är det ganska tätbefolkat, med 108 invånare per kvadratkilometer. Närmaste större samhälle är Beccles, 15,9 km öster om Alburgh. Trakten runt Alburgh består till största delen av jordbruksmark.